# Dune du Pyla

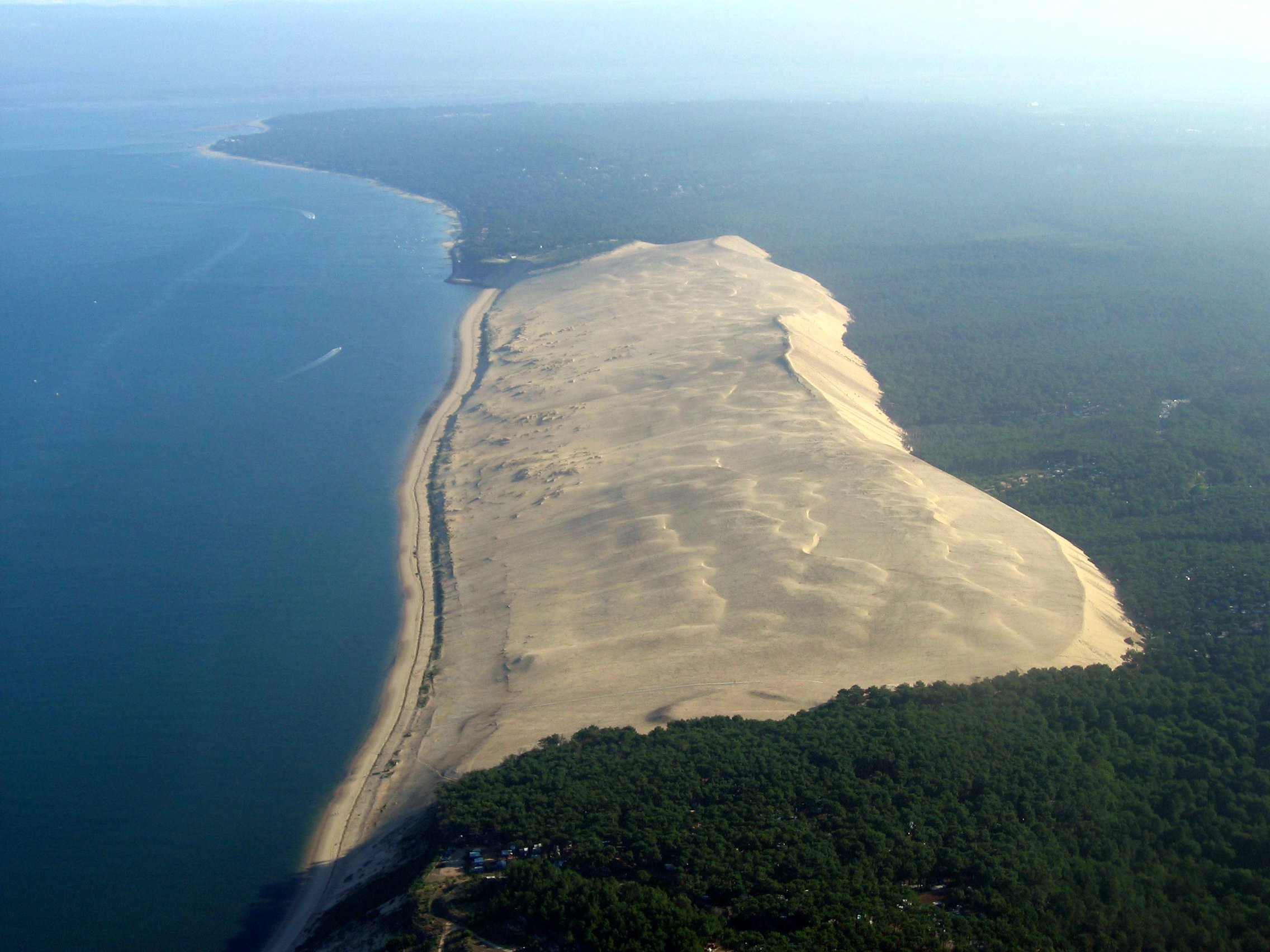
Wielka wydma Piłata, widok od południa. Po lewej Ocean Atlantycki, na północ wejście do zatoki Arcachon

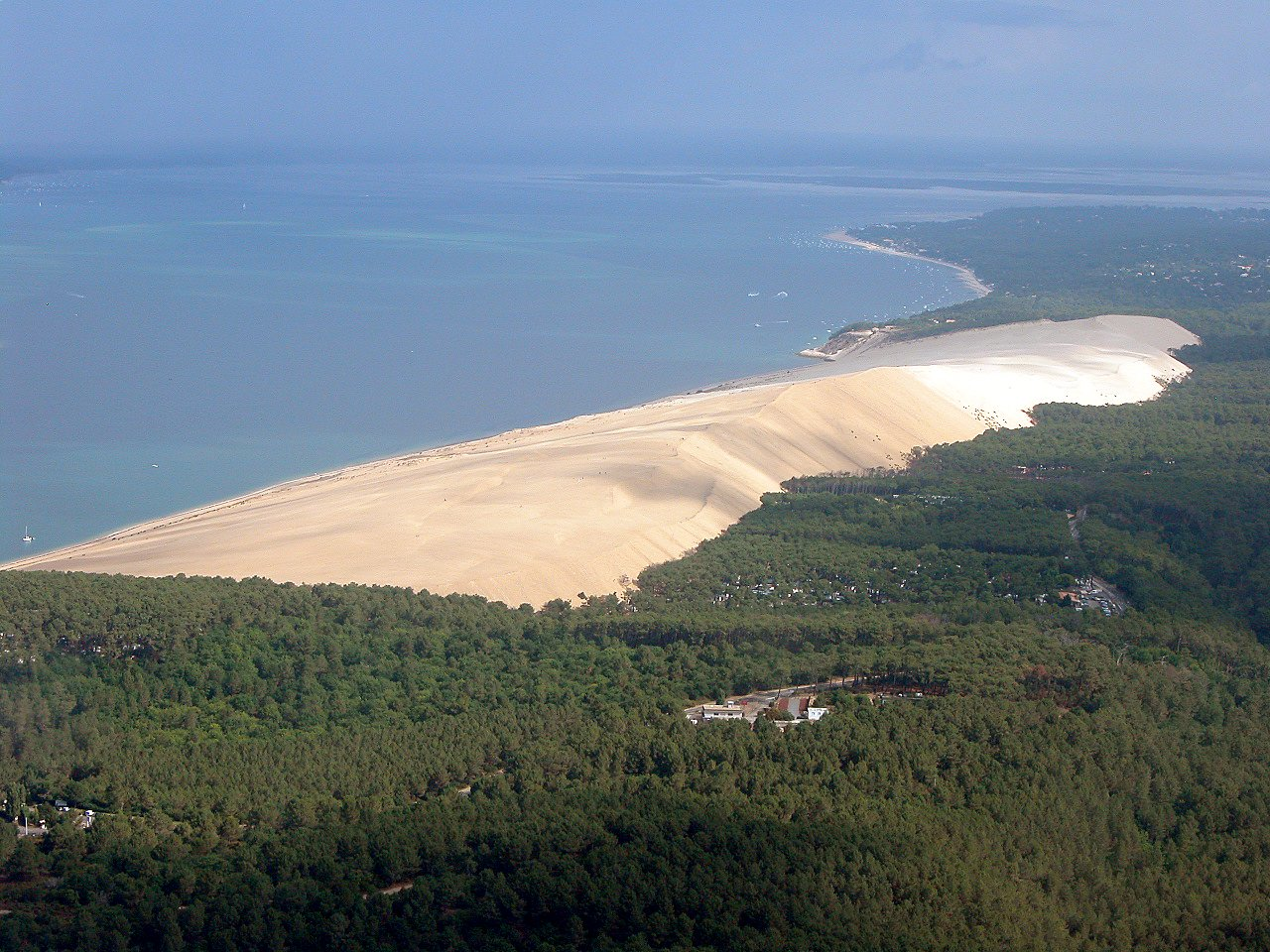
Widok z powietrza na Wielką wydmę Piłata

Dune du Pilat – największa pod względem objętości piasku i wysokości wydma w Europie.

## Położenie
Jest położona w La Teste-de-Buch, w odległości 60 km od Bordeaux.

## Nazwa
Do początku XX w. ten wielki wydmowy wał określany był w dialekcie gaskońskim jako les Sabloneys (w języku francuskim sablières = piaskownie). Dopiero w latach 30. XX w. miejsce Sabloney zajęła nazwa Dune du Pilat.
Obecnie nazwa wydmy pojawia się często w formach Dune du Pila, Dune du Pyla lub Dune du Pylat, lecz oficjalną nazwą jest Dune du Pilat. Nazwa ta wywodzi się od gaskońskiego pilàt, które z kolei jest pochodną łacińskiego określenia pīla, oznaczającego kupa, pryzma, stos, pagórek.
Pyla-sur-Mer, które jest częścią La Teste-de-Buch, zostało tak nazwane dopiero na początku XX w., na skutek użycia greckiej konotacji słowa Pilat.

## Charakterystyka
Wydma składa się z około 60 mln m³ piasku. Rozciąga się na długości 2,7 km (w kierunku północno-południowym) i szerokości 500 m (kierunek wschód-zachód). Ma wysokość 110 m, która stale wzrasta. Wydma również przemieszcza się w tempie 5 m/rok. Wielka wydma Piłata jest jedną z 1500 wydm w tym rejonie Francji.

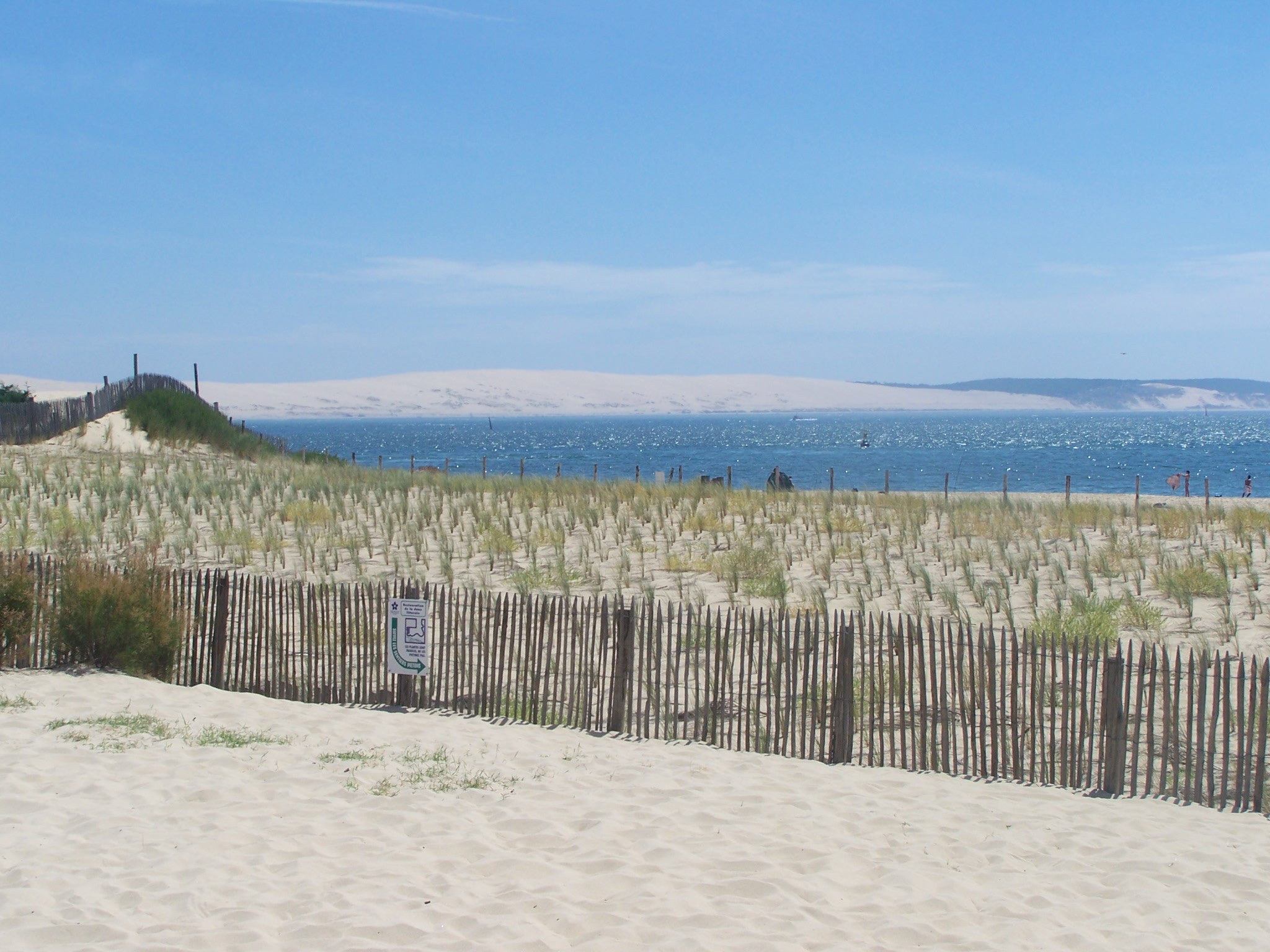
Widok z daleka

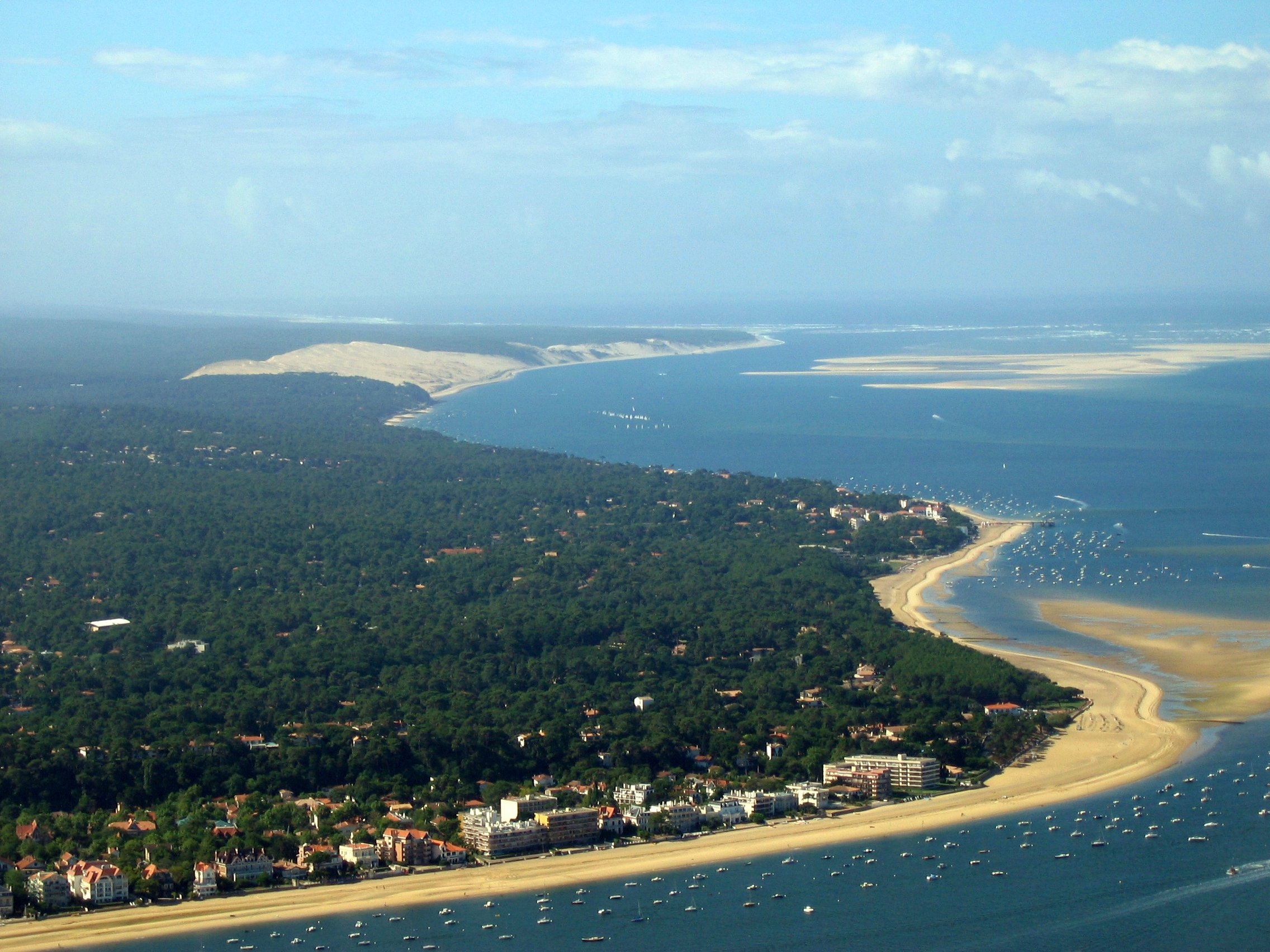
Widok na Wydmę z lotu ptaka